# Asimdschan Askarow

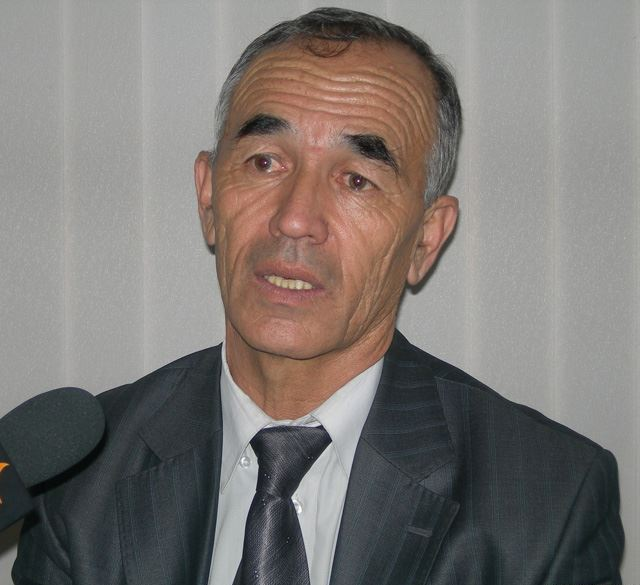
Asimdschan Askarow

Asimdschan Askarow (kirgisisch Азимжан Аскаров; * 17. Mai 1951 in Basar-Korgon; † 25. Juli 2020) war ein kirgisischer politischer Aktivist usbekischer Nationalität. Er gründete 2002 die Gruppe Wosduch, um Polizeigewalt zu untersuchen. Bekanntheit erlangte er vor allem, als er während der Unruhen in Südkirgisistan 2010 zwischen Kirgisen und Usbeken Bericht erstattete.
Nach den Unruhen wurde er verklagt. Ihm wurden Beihilfe zum Mord, Volksverhetzung und Anstiftung von Massenunruhen vorgeworfen. Nach einem Prozess, gegen den mehrere internationale Menschenrechtsgruppen wegen Unregelmäßigkeiten – darunter angebliche Folter und die Einschüchterung von Zeugen durch die Polizei im Gerichtssaal – protestierten, wurde Askarow zu einer lebenslangen Haftstrafe verurteilt, die er bis an sein Lebensende 2020 verbüßte. Im November 2010 wurde berichtet, dass sich Askarows Gesundheitszustand infolge seiner Gefangenschaft rapide verschlechterte. Zahlreiche Organisationen setzten sich für seine Freilassung ein, darunter Human Rights Watch, Reporter ohne Grenzen, Člověk v tísni, das Komitee zum Schutz von Journalisten und Amnesty International. Letztere bezeichnete ihn als politischen Gefangenen.
Im Jahr 2015 verliehen die Vereinigten Staaten von Amerika Askarow den Martin Ennals Award for Human Rights Defenders. Die kirgisische Regierung protestierte gegen diese Entscheidung und kündigte offiziell ein Kooperationsabkommen zwischen den USA und Kirgisistan aus dem Jahr 1993. Am 12. Juli 2016 hob der Oberste Gerichtshof Kirgisistans die lebenslange Haftstrafe gegen Askarow auf und schickte seinen Fall zur Überprüfung an das Regionalgericht des Oblus Tschüi. Am 24. Januar 2017 wurde er erneut zu lebenslanger Haft verurteilt. Nach Änderungen des kirgisischen Strafgesetzbuchs im Jahr 2017, die 2019 in Kraft traten, beantragten Askarows Anwälte eine Überprüfung seiner Strafe. Am 30. Juli 2019 bestätigte das Bezirksgericht Tschüi jedoch die lebenslange Haftstrafe von Askarow. Er starb 2020 im Gefängnis.

## Privatleben
Askarow wurde am 17. Mai 1951 im Dorf Basar-Korgon geboren. Er ging in die usbekische SSR und besuchte dort eine Kunsthochschule in der Hauptstadt Taschkent. Nach seinem Abschluss an der Kunsthochschule arbeitete Askarow 15 Jahre lang als Maler und Dekorateur. Anfang der 1990er Jahre begann er, in einer Lokalzeitung über Menschenrechtsthemen zu schreiben. Er war mit Haditscha Askarowa verheiratet, mit der er drei Söhne hatte.

## Menschenrechtsarbeit
Askarow war seit Mitte der 1990er Jahre als Menschenrechtsaktivist tätig. Im Jahr 2002 gründete er die Gruppe Wosduch („Luft“), um die Bedingungen in kirgisischen Gefängnissen zu überwachen. Askarow arbeitete hauptsächlich in der Gegend von Basar-Korgon, leitete die Gruppe Wosduch bis zu seiner Verhaftung und konnte Ermittlungen in mehreren Fällen von Polizeigewalt und Folter einleiten. Mehrere Polizisten wurden aufgrund von Askarows Ermittlungen von ihren Posten entlassen. Askarow sagte, ein Ermittler der Staatsanwaltschaft habe ihn im Jahr 2006 verklagt, nachdem er einen Artikel geschrieben hatte, in dem er Foltervorwürfe veröffentlichte. Das sechsmonatige Gerichtsverfahren endete mit einem Urteil zugunsten von Askarow. Askarow behauptete danach: „Feinde in der Strafverfolgungsgemeinschaft suchten ständig nach einer Möglichkeit, mich auszuschalten.“.

## Verhaftung
Im Juli 2010 kam es in Kirgisistan zu einem Ausbruch ethnischer Gewalt, bei dem bis zu 400 Menschen, sowohl Kirgisen als auch Usbeken, getötet und Hunderttausende Usbeken vertrieben wurden. Nach den Unruhen wurden Dutzende usbekischer Gemeinde- und Religionsführer von der kirgisischen Regierung verhaftet und der Anstiftung zu ethnischer Gewalt beschuldigt, darunter auch Asimdschan Askarow, der während der Unruhen Morde und Brandanschläge gefilmt hatte. Askarow verteilte das Video dann an internationale Medien und beschuldigte das kirgisische Militär der Mitschuld an den Morden.
Er wurde am 15. Juni 2010 in Basar-Korgon festgenommen. Der kirgisische Ombudsmann für Menschenrechte, Tursunbek Akun, protestierte kurz darauf gegen die Festnahme.
Askarow wurde zusammen mit anderen Menschenrechtsaktivisten vor einem Bezirksgericht im Rajon Nooken des Gebiets Dschalal-Abad angeklagt. Ein Beobachter von Human Rights Watch erklärte, dass sowohl die Angeklagten als auch die Zeugen frische Blutergüsse aufwiesen und offenbar gefoltert worden seien. Der Beobachter gab außerdem an, es sei zu offenen verbalen Auseinandersetzungen im Gerichtssaal gekommen und die Behörden sich weigerten, einzugreifen. Askarows Anwalt, Nurbek Toktagunow, gab an, dass auch die Angehörigen eines Polizisten auf ihn zugekommen seien und ihm Gewalt angedroht habe, wenn er Askarow weiterhin verteidige, was Amnesty International dazu veranlasste, einen Appell für die Sicherheit von Toktagunov und Askarow abzugeben.
Askarow selbst sagte aus, dass er im Polizeigewahrsam geschlagen und gefoltert worden sei, und sein Anwalt fügte hinzu, er habe blaue Flecken auf dem Rücken gehabt. Am 4. November 2010 hielt die Staatsanwaltschaft jedoch eine Pressekonferenz ab, in der sie bestritt, dass es zu Misshandlungen gekommen sei.

## Gefangenschaft
Am 10. November 2010 wurde Askarows Urteil von einem Berufungsgericht bestätigt. Zwei Tage später berichtete Amnesty International, dass sich Askarows Gesundheitszustand rapide verschlechterte; Er wurde bald von seinem Gefängniskrankenhaus in ein Krankenhaus in Bischkek verlegt. Seine Familie äußerte Bedenken bezüglich seiner Behandlung im Gefängnis.
Am 8. Februar 2011 stimmte der Oberste Gerichtshof Kirgisistans der Anhörung neuer Beweise im Fall Askarow zu; seine Anhörung wurde jedoch ausgesetzt. Am 11. April 2011 wurde seine Berufungsverhandlung zum zweiten Mal verschoben. Am 20. Dezember 2011 bestätigte der Oberste Gerichtshof Kirgisistans das Urteil gegen Askarow. Askarows Anwalt sagte daraufhin, er werde im UN-Menschenrechtsrat gegen die Entscheidung des Obersten Gerichtshofs protestieren. Askarow selbst war jedoch dagegen, da er befürchtete, bis zum Tag der Entscheidung nicht zu überleben. Askarow bestand auf die Überprüfung seines Falles durch das kirgisische Parlament.
Am 24. Januar 2017 befand ein kirgisisches Gericht Askarow für schuldig und verurteilte ihn zu lebenslanger Haft. Nach Änderungen des kirgisischen Strafgesetzbuchs im Jahr 2017, die 2019 in Kraft traten, beantragten Askarows Anwälte eine Überprüfung seiner Strafe. Am 30. Juli 2019 bestätigte das Bezirksgericht Tschüi jedoch die lebenslange Haftstrafe von Askarow.

## Tod
Askarow starb am 25. Juli 2020, einen Tag nachdem er mit einer Lungenentzündung ins Krankenhaus eingeliefert worden war. Er war 69 Jahre alt und litt in der Zeit vor seinem Tod an einer Herzerkrankung und anderen chronischen Krankheiten. Er wurde am 31. Juli 2020 in der Provinz Taschkent beigesetzt. Vor seinem Tod hatte Askarow um eine Beerdigung in Usbekistan gebeten. Darüber hinaus befürchteten seine Angehörigen, dass sein Grab in Kirgisistan zum Ziel von Vandalismus durch kirgisische Nationalisten werden würde.
Im Jahr 2022 äußerte Human Rights Watch Bedenken, dass die Untersuchung seines Todes noch nicht abgeschlossen sei, und erklärte, dass sein Tod „ein dunkler Fleck in der Menschenrechtsbilanz Kirgisistans bleibt, der durch neue Todesfälle in Haft im kirgisischen Gefängnissystem noch zusätzlich getrübt wird“.